# Sari Saltuk

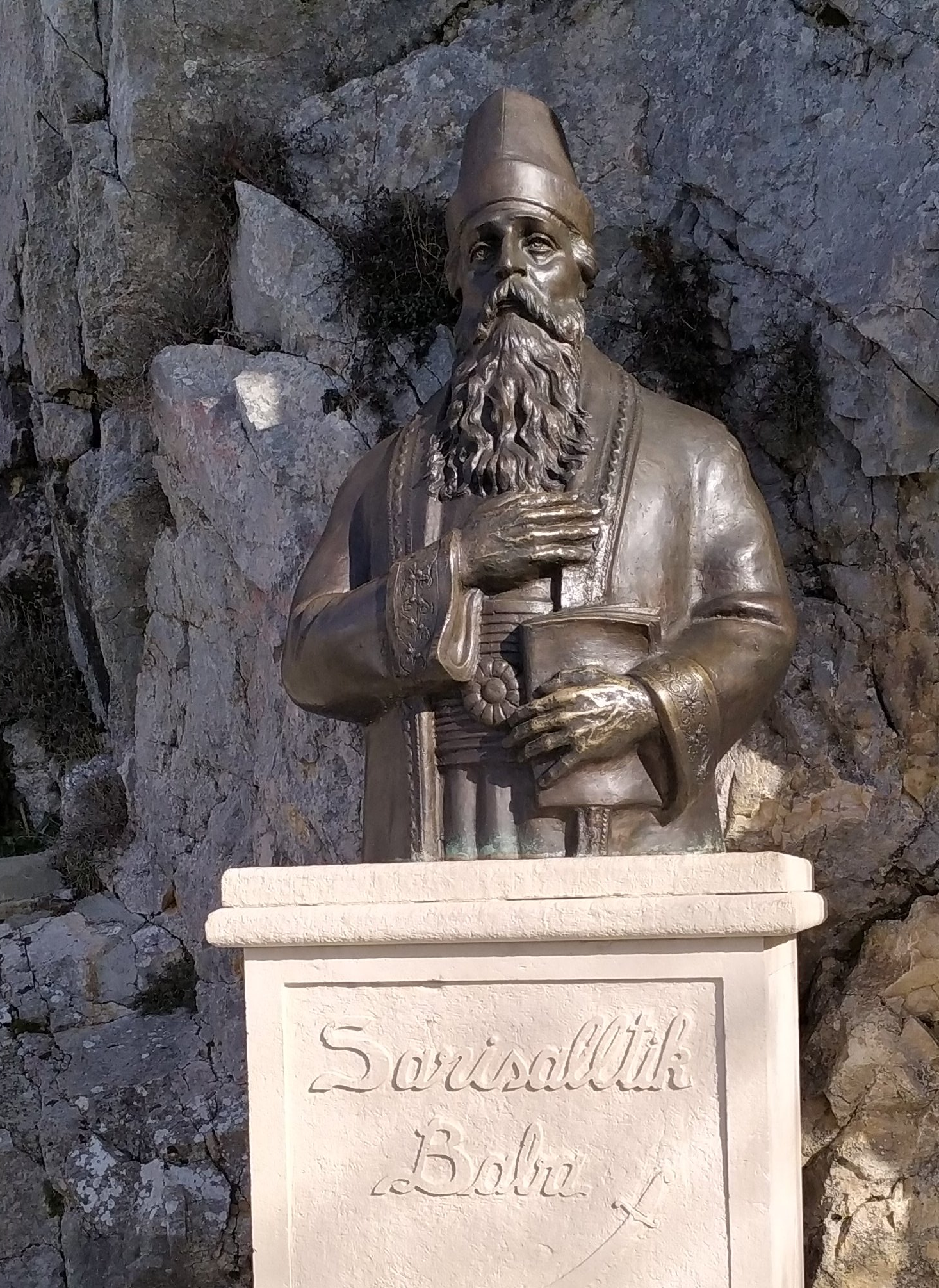
Büste in Kruja, Albanien

Sari Saltuk (türkisch Sarı Saltık, osmanisch صارى صالتق Ṣarı̊ Ṣaltı̊q, auch Sari Saltuk Dedebaba genannt, gest. 1297/1298) war ein semilegendärer türkischer Derwisch aus dem 13. Jahrhundert, der von den Aleviten und Bektaschiten auf dem Balkan und in Teilen Anatoliens als Heiliger verehrt wird.

## Leben
Gemäß dem berühmten Reisenden des 17. Jahrhunderts Evliya Çelebi war sein echter Name Mehmet, und er stammt ursprünglich aus Buchara. Gemäß dem marokkanischen Reisenden aus dem 14. Jahrhundert Ibn Battuta war Saltuk ein „ekstatischer Gottgeweihter“, obwohl „von ihm Sachen gesagt wurden, die durch das göttliche Gesetz gestraft wurden“. Er wird von verschiedenen Quellen als Schüler von Mahmud Hayran, von Hadschi Bektasch Veli oder von einem der Nachfolger von Ahmed Rifai betrachtet. In einer Fatwa des Scheichülislam Ebüssuud Effendi aus dem 16. Jahrhundert wird Sari Saltuk als „christlicher Mönch“ betrachtet, der durch seine Askese zu einem Skelett wurde. Der Historiker aus dem 20. Jahrhundert, Frederick Hasluck betrachtete ihn als einen Heiligen eines tatarischen Stammes aus der Krim, der seinen Kult in die Dobrudscha brachte, von wo aus er durch die Bektaschiten verbreitet wurde.

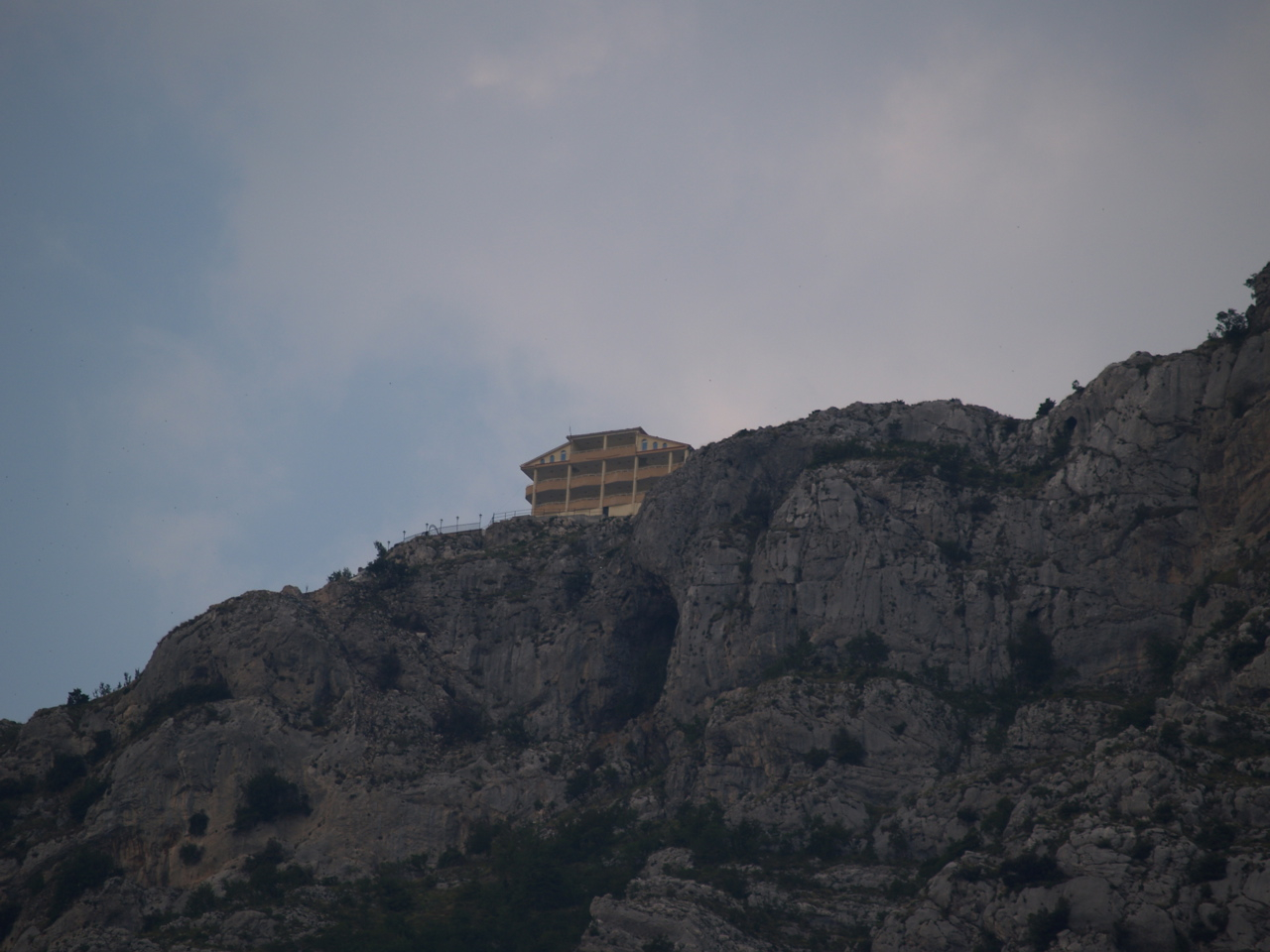
Mutmaßliche Grabstätte Sari Saltuks auf einem Berg oberhalb von Kruja in Albanien

Gemäß dem Dede-Korkut-Erzähler aus dem 15. Jahrhundert begleitete Saltuk 1262 eine Gruppe von anatolischen Oghusen in die Dobrudscha, wo sie von dem byzantinischen Kaiser Michael VIII. angesiedelt wurden, um die Nordgrenze des Reiches zu schützen. Die gleiche Quelle ortet ihn nach 1265 auf der Krim, zusammen mit den Oghusen, die durch den Tatarenchan Berke dorthin verlegt wurden, und erwähnt ihn nach 1280, wie er die Nomaden zurück in die Dobrudscha leitet. Nach dem Tod von Sari Saltuk kehrten Teile der Oghusen nach Anatolien zurück, während andere verblieben und zu Christen wurden – und damit zu den Vorfahren der türkischen Gagausen. Diese Wanderung hat die Charakteristik eines Volksepos namens destan, und die Historizität wird von einigen Gelehrten angezweifelt.

## Erbe in Babadag
Der Stadt Babadag (tr. Babadağ – „Berg des Vaters“) in der rumänischen Dobrudscha, die mit der Stadt des Baba Saltuq, welche im Jahre 1331/1332 von Ibn Battuta besucht wurde, identifiziert wird, wird nachgesagt, dass sie nach ihm benannt wurde. Die älteste vorhandene Quelle über Sari Saltuk ortet sein Grabmal (türbe) im Bereich dieser zukünftigen Stadt. Dieses Grabmal wurde in den Jahren 1484/1485 vom osmanischen Sultan Bayezid II. während einer Militärkampagne besucht. Nachdem die Nachricht eines wichtigen Sieges ankam, ordnete er hier den Bau eines sozioreligiösen Bildungskomplexes an, um den sich die Stadt entwickelte, darunter ein Mausoleum für Sari Saltuk, das im Jahre 1488 vollendet wurde. Gemäß Evliya Çelebi wurde während des Baus ein Marmorsarkophag gefunden mit einer tatarischen Inschrift, der das Grabmal des Heiligen attestierte. Allerdings wird dieses Ereignis nicht in anderen Quellen erwähnt, die über die Durchreise des Sultans über die Stadt berichten.
Babadag wurde zu einem Pilgerort, im Jahre 1538 von Süleyman dem Prächtigen besucht, und das städtische Zentrum in der Dobrudscha des 16. Jahrhunderts. Die Stadt zerfiel durch die häufigen Kriege, die die Region im 17. Jahrhundert heimsuchten, und wurde schließlich während der Russisch-türkischen Kriege durch die Russen niedergebrannt, gemeinsam mit dem Mausoleum von Saltuk. Eine einkuppelige Türbe wurde 1828 über dem Grabe des Heiligen wiederaufgebaut. Das Mausoleum in Babadag wurde im Jahre 2007 renoviert.

## Legende und Nachwirken

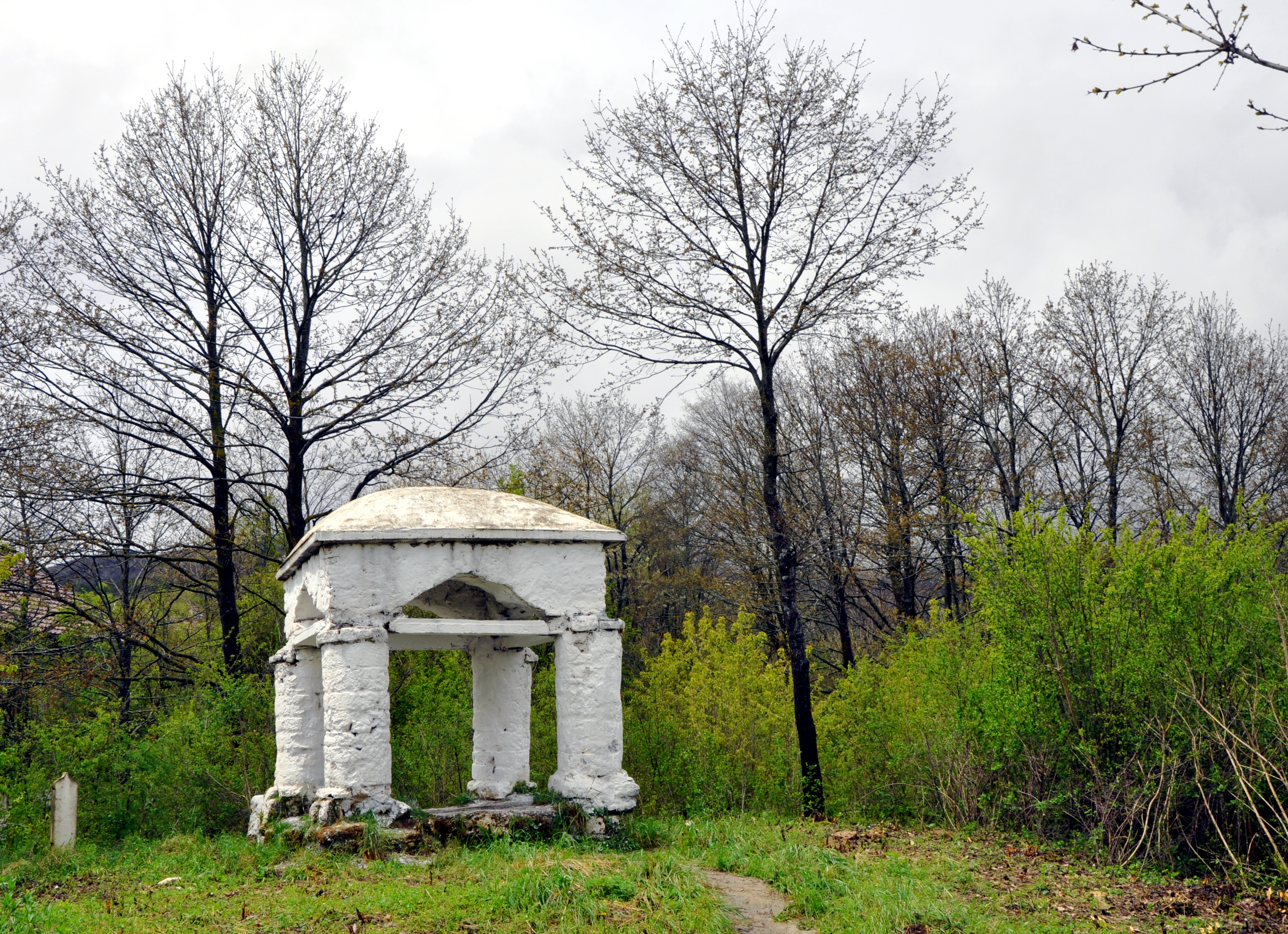
Grabstein für Sari Saltuks in Plava bei Dragash im Kosovo

In verschiedenen Legenden wird Sari Saltuk mit christlichen Heiligen (Sankt Georg, Elijah, Sankt Nikolaus, Sankt Simeon, Sankt Naum oder Sankt Spyridon) identifiziert. Gemäß einer populären Legende wurde der Körper von Sari Saltuk in sieben Särgen aufbewahrt, in abgelegenen Städten in den Ländern der Ungläubigen. Heutzutage finden sich angebliche Gräber auf dem Balkan, so im Dorf Blagaj bei Mostar, beim albanischen Kruja, im kosovarischen Plava bei Dragash und in Kaliakra in Bulgarien, sowie in Westanatolien in İznik.